# Laurent Lafforgue
Laurent Lafforgue (ur. 6 listopada 1966 w Antony) – francuski matematyk, laureat Medalu Fieldsa.

## Biografia[2]
W 1986 roku Laurent Lafforgue wstąpił do École normale supérieure w Paryżu. W latach 1988–1991 studiował geometrię algebraiczną i teorię Arakełowa pod kierunkiem Christophe'a Soulé. W 1994 otrzymał doktorat, pracując na Uniwersytecie Paris-Sud XI pod kierunkiem Gérarda Laumona w dziedzinie arytmetyki i geometrii algebraicznej. Tytuł jego pracy doktorskiej brzmi Thèse sur les D-chtoucas de Drinfeld.
W roku 2000 Lafforgue otrzymał Nagrodę Naukową Claya (Clay Research Award), a dwa lata później Medal Fieldsa. W 2003 został odznaczony najwyższym odznaczeniem francuskim – Legią Honorową. W tym samym roku został członkiem Francuskiej Akademii Nauk. W maju 2011 Uniwersytet w Notre Dame nadał mu tytuł doktora honoris causa. 
W 1998 wygłosił wykład sekcyjny, a w 2002 wykład plenarny na Międzynarodowym Kongresie Matematyków.
Laurent Lafforgue jest od 2000 profesorem matematyki w Instytucie Wyższych Studiów Naukowych w Bures-sur-Yvette (Francja).

## Osiągnięcia naukowe
W 2002 Laurent Lafforgue otrzymał Medal Fieldsa na Międzynarodowym Kongresie Matematyków w Pekinie. Lafforgue dokonał znacznego wkładu w dziedzinie teorii liczb i geometrii algebraicznej. Udowodnił on hipotezę Langlandsa (program Langlandsa) w przypadku n-wymiarowej grupy liniowej (GL) nad ciałem funkcji, (n jest liczbą naturalną większą lub równą 2). Jest to uogólnienie teorii Władimira Drinfelda dla grup liniowych dwuwymiarowych nad ciałem funkcji. Laurent Lafforgue pracował nad tym dowodem sześć lat.